# Мастэктомия

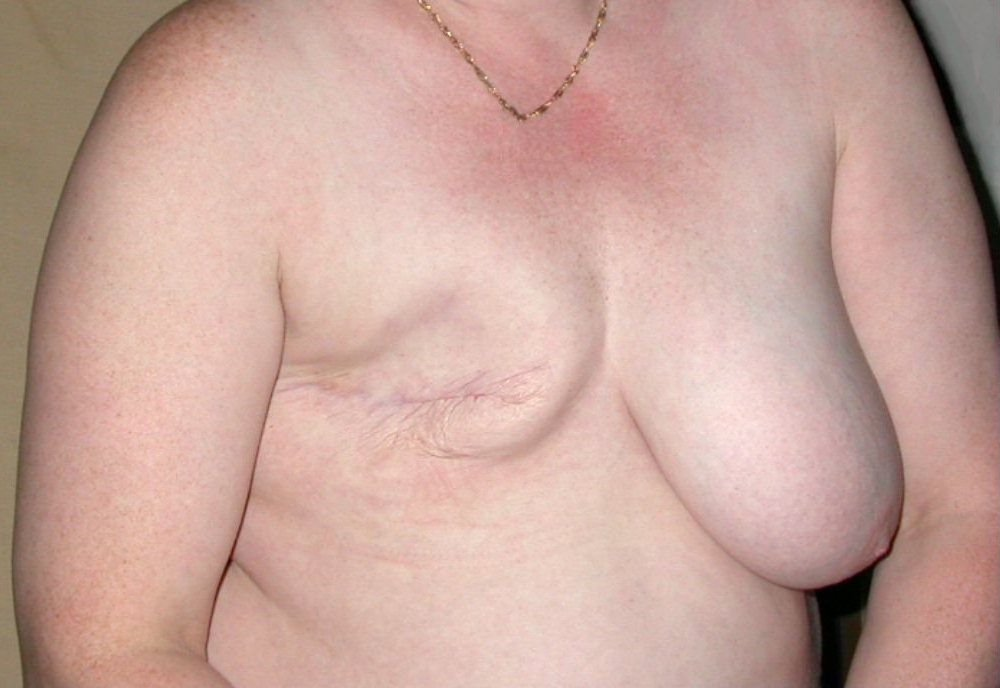
Женщина, которой была проведена мастэктомия правой груди

Мастэктоми́я (от др.-греч. μαστός «грудь» и εκ τομή «удаляю») — хирургическая операция по удалению молочной железы. Сущность операции: удаление молочной железы, жировой клетчатки, в которой содержатся лимфатические узлы (вероятные места метастазирования) и, в зависимости от варианта мастэктомии, удаление малой и/или большой грудной мышц.

## Показания к операции
Мастэктомия проводится в случае обнаружения у пациента раковой опухоли молочной железы, саркомы молочной железы или гнойном воспалении молочной железы. Реже применяется в профилактических целях и при гинекомастии. Также превентивная мастэктомия применяется в некоторых случаях при генетической предрасположенности к раку молочной железы (например, такую операцию проходили известная журналистка Мария Гессен в связи с мутацией в гене BRCA1, и американская актриса Анджелина Джоли перенесла двусторонюю подкожную мастэктомию с сохранением сосково-ареолярного комплекса с установкой постоянных имплантатов).

## Виды операции
На сегодняшний день существует несколько разновидностей этого типа хирургического вмешательства:
- радикальная мастэктомия (мастэктомия по Холстеду): удаление грудных мышц (малой и большой), подмышечной (всех трёх уровней), подлопаточной клетчатки.
- мастэктомия по Урбану[англ.]: техника операции такая же, как по Холстеду, но кроме этого удаляются парастернальные лимфатические узлы (применяется при наличии в них метастазов).
- модифицированная радикальная мастэктомия по Пейти (Пейти-Дайсону): удаление молочной железы, малой грудной мышцы с сохранением большой грудной мышцы, подмышечной клетчатки 1-3 уровня, подлопаточной клетчатки.
- модифицированная радикальная мастэктомия по Маддену: одномоментное удаление молочной железы, подлежащей фасции, подлопаточной, подмышечной 1-2-го уровня и межмышечной клетчатки с лимфатическими узлами.
- ампутация молочной железы: удаление молочной железы без удаления подмышечной клетчатки.[1][2][3]

## Этапы операции
1. Удаление молочной железы
2. Подмышечная лимфоаденэктомия — удаление клетчатки, содержащей лимфатические узлы, расположенной вдоль подключичной артерии, в межмышечном пространстве, подключичной области, подлопаточной области.
3. Установка дренажей для оттока тканевой жидкости и остатков крови.
4. Шов раны.

## Последствия мастэктомии
Непосредственные осложнения:
- кровотечение в раннем послеоперационном периоде;
- нагноение послеоперационной раны;
- обильная лимфорея.

Отдалённые осложнения:
- лимфостаз — нарушение оттока лимфатической жидкости; лимфатический отёк руки;
- нарушение подвижности в плечевом суставе.

Психосексуальные осложнения:
- ощущение собственной ущербности, депрессивность;
- ограниченность социальных контактов (внутрипсихологические причины);
- трудность установления контактов (внешние причины);
- осложнения в половой жизни при сохранении половой функции.

## Реконструкция молочной железы после радикальной мастэктомии
Реконструктивно-пластическая операция по восстановлению молочной железы после её удаления является одной из самых сложных пластических операций. В настоящее время при выполнении радикальной мастэктомии широко применяются реконструктивные операции, осуществляемые при помощи собственных тканей пациента, а также маммопластика с применением эндопротезов.
Одномоментная реконструкция — по показаниям выполняется кожесохраняющяя операция, и в имеющийся чехол, чаще под большую грудную мышщу устанавливается имплантат. Двухэтапная- реконструкция. Предполагает помещение на место, где располагалась удаленная молочная железа, специального экспандера. С помощью растяжения тканей, проводимого после операции, добиваются увеличения кожи до размера оставшейся молочной железы. Вторым этапом производится замена экспандера на имплантат. Существуют постоянные экспандер-имплантаты, которые не требуют замены. После этого с помощью пересадки кожи, местной пластикой сосково-ареолярного комплекса в виде «лилии» или татуировки проводится имитация соска. Эндопротезирование не стоит путать с экзопротезированием, при котором используется съемный протез, позволяющий вместе с одеждой скрыть дефект от окружающих.
Реконструкция молочной железы с помощью собственных тканей предполагает использование лоскутов (кожа, подкожная клетчатка, мышцы), которые пересаживаются на место молочной железы. Существует несколько методик выкраивания лоскута, каждая из которых имеет свои показания и возможности. Реконструкция молочной железы собственными тканями является достаточно сложной в техническом плане операцией, поэтому рутинно проводится в очень небольшом количестве лечебных учреждений.